# Hordeum marinum
Hordeum marinum là một loài thực vật có hoa trong họ Hòa thảo. Loài này được Huds. mô tả khoa học đầu tiên năm 1778.

## Hình ảnh

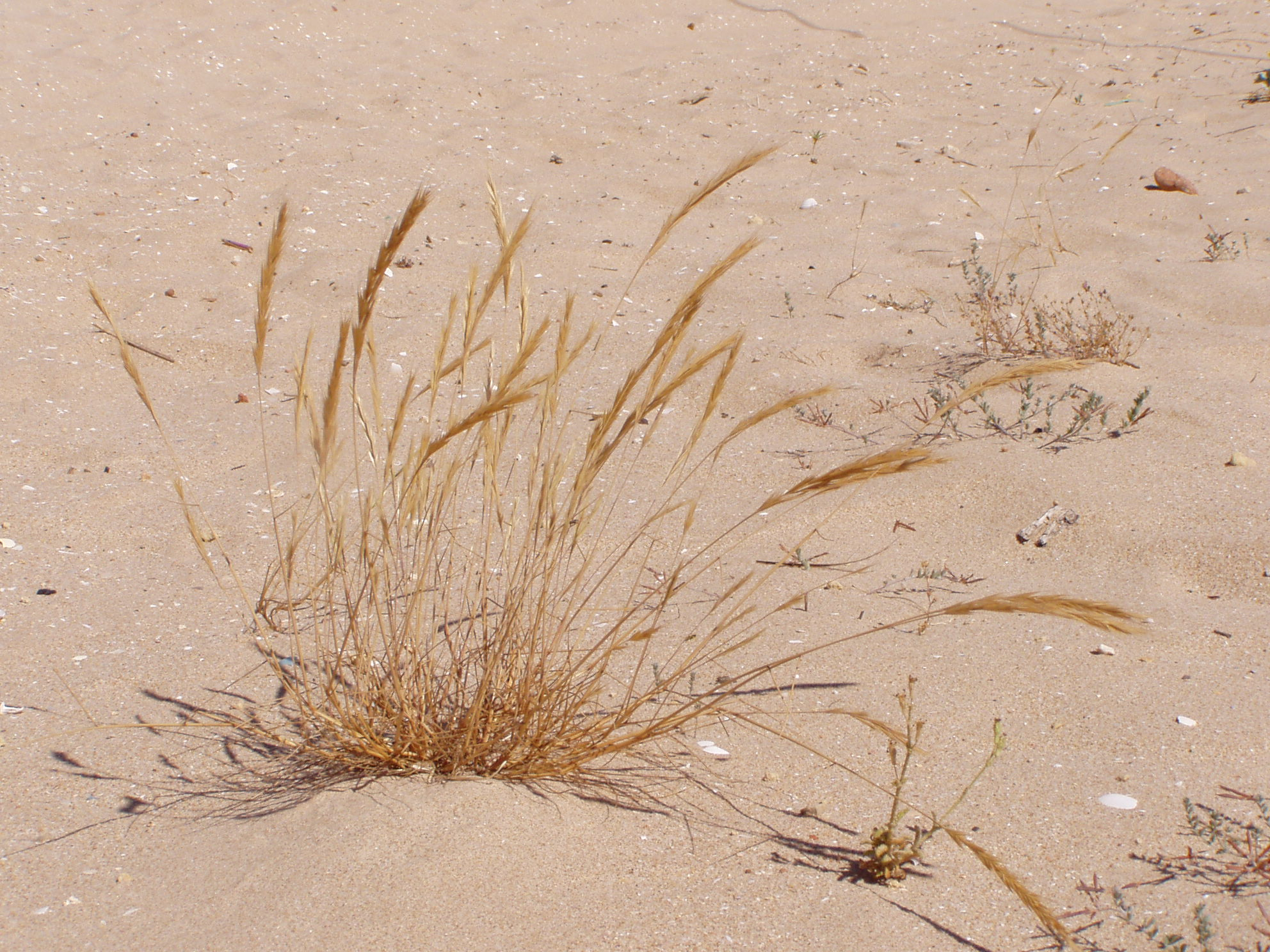
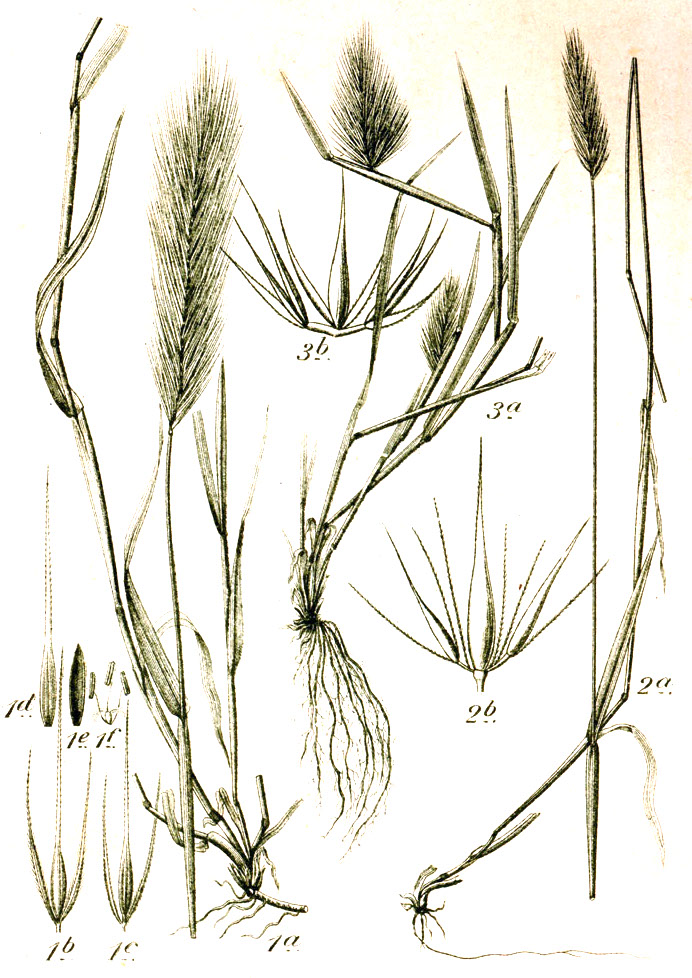
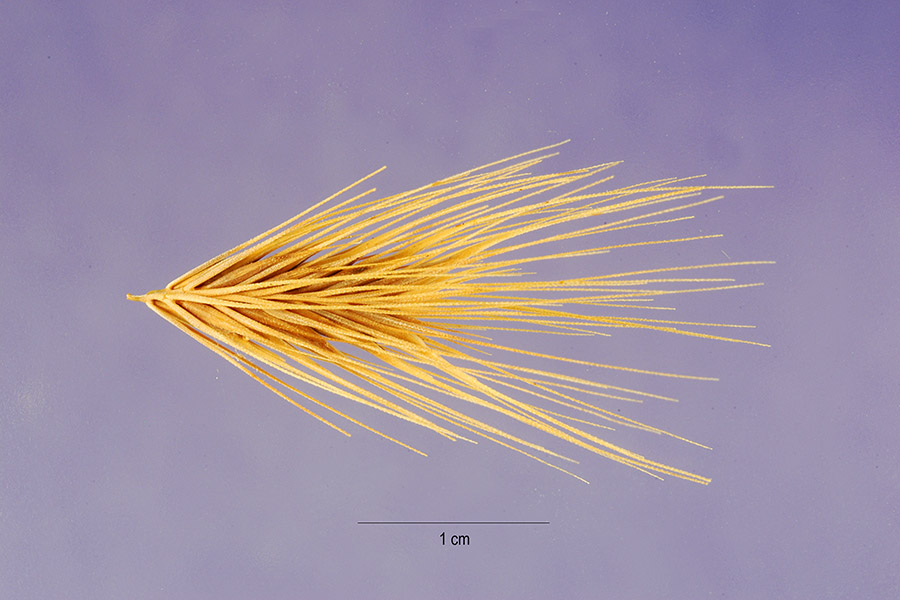
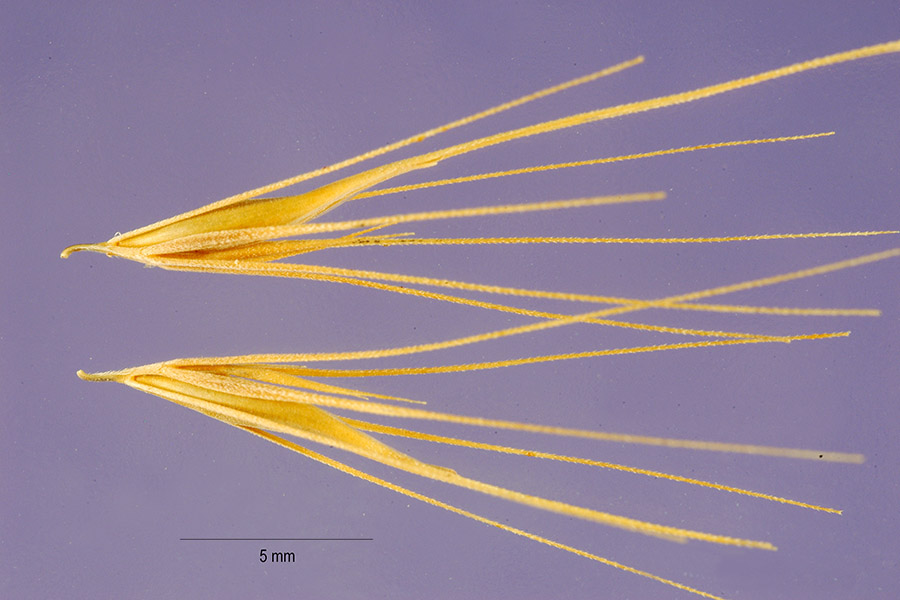